# Stig Holm
Stig Roland Holm, född 29 januari 1911 i Färentuna socken på Svartsjölandet, död 5 september 1999 i Farsta, var en svensk kompositör, pianist och kapellmästare.
Holm spelade från 1930-talet med många kända orkestrar 1938–1951 medverkade han i Thore Ehrlings orkester. Han debuterade i radio 1933 och kom under åren 1951–1976 att arbeta som producent vid Sveriges radio. Ett av hans kända nummer var samarbetet med Arvid Sundin där de uppträdde som dubbelpianister.

## Filmmusik
- 1942 – Kvinnan tar befälet
- 1945 – Rattens musketörer
- 1947 – En fluga gör ingen sommar
- 1950 – Restaurant Intim

## Filmografi roller
- 1941 – Fröken Kyrkråtta
- 1942 – Det är min musik
- 1943 – En melodi om våren
- 1950 – Restaurant Intim
- 1952 – Önskedrömmen
- 1954 – Dans på rosor
- 1990 – Honungsvargar